# 愛知県道157号小口岩倉線
愛知県道157号小口岩倉線（あいちけんどう157ごう おぐちいわくらせん）は、愛知県丹羽郡大口町から同県岩倉市に至る一般県道である。

## 概要

### 路線データ
- 起点：愛知県丹羽郡大口町中小口3丁目（国道41号交点）
- 終点：愛知県岩倉市中本町（愛知県道25号春日井一宮線・愛知県道167号岩倉停車場線交点）

## 沿革
- 1959年（昭和34年）12月15日 : 認定[1]

## 路線状況

### 通称
- 愛岐跨線橋通り（江南市）
- 柳街道（江南市）
- 岩倉街道（岩倉市）
- 信長街道（岩倉市）

## 地理

### 通過する自治体
- 愛知県
丹羽郡大口町 - 江南市 - 一宮市 - 岩倉市

### 交差する道路
- 国道41号（名濃バイパス）（中小口3丁目交差点）
- 愛知県道158号小口名古屋線（下小口5丁目北交差点）
- 愛知県道159号外坪扶桑線（大口町下小口3丁目地内）
- 愛知県道179号宮後小牧線（バイパス、愛岐跨線橋通り）（力長北交差点）
- 愛知県道179号宮後小牧線（力長交差点 - 安良交差点で重複）
- 愛知県道176号若宮江南線（堀尾跡1丁目地内 - 天王町交差点で重複）
- 国道155号（小牧一宮バイパス、北尾張中央道）（南山町交差点）
- 愛知県道171号小折一宮線・愛知県道172号西之島江南線（小折交差点）
- 国道155号（神野町又市交差点）
- 愛知県道25号春日井一宮線・愛知県道167号岩倉停車場線（中本町交差点）

バイパス（力長北交差点 - 安良交差点）
- 愛知県道179号宮後小牧線（バイパス）（力長北交差点 - 安良交差点で重複）

### 沿線
- 大口町立大口西小学校
- 名鉄犬山線 石仏駅
- 岩倉市立五条川小学校
- 神明太一社